# Iloílo (province)
La province de Iloílo est une province dans l'île de Panay, au centre des Philippines. Sa capitale est Iloílo.

## Villes et municipalités
Municipalités
- Ajuy
- Alimodian
- Anilao
- Badiangan
- Balasan
- Banate
- Barotac Nuevo
- Barotac Viejo
- Batad
- Bingawan
- Cabatuan
- Calinog
- Carles
- Concepción
- Dingle
- Dueñas
- Dumangas
- Estancia
- Guimbal
- Igbaras
- Janiuay
- Lambunao
- Leganés
- Lemery
- León
- Maasin
- Miagao
- Mina
- New Lucena
- Oton
- Pavía
- Pototan
- San Dionisio
- San Enrique
- San Joaquín
- San Miguel
- San Rafael
- Santa Bárbara
- Sara
- Tigbauan
- Tubungan
- Zarraga

Villes
- Iloílo
- Passi